# ۱۳۶۲ (میلادی)
۱۳۶۲ (میلادی) هزار و سیصد و شصت و دومین سال تقویم میلادی است.

## درگذشتگان
‎